# Estop

Estop

L'estop és un senyal de trànsit usat en països anglosaxons i a Europa. Indica l'obligació d'aturar abans de continuar la marxa en les interseccions.
En la seva forma més estesa arreu del món, es presenta com un octàgon de fons vermell amb un semi vora blanca, amb la paraula en lletres majúscules en el centre de color blanc. Aquesta forma singular permet ser reconeguda en els encreuaments des de diferents angles permetent als diferents usuaris identificar la prioritat de pas dels altres.
En la classificació espanyola li correspon la referència R-2. En la Convencio de Viena sobre Senyals de carretera i Senyals, és la B, 2. En la britànica és el diagrama 601.1. En la classificació estatunidenca és la R1-1.

## Variants
En molts països de parla hispana s'usa el mateix senyal amb la paraula PARE (Argentina, Bolívia, Perú, Colòmbia, Equador, Puerto Rico, Uruguai, Veneçuela, Xile, així com al Brasil) o ALTO (Mèxic i Centreamèrica) en lloc del seu equivalent anglès. Als Estats Units, de la mateixa manera que en la majoria dels països de la Unió Europea, inclosos Alemanya, Espanya, Portugal i França usen el senyal en anglès amb la paraula STOP.

Argentina
Canadà (anglès)
Canadà (francès)
Canadà (inuit)
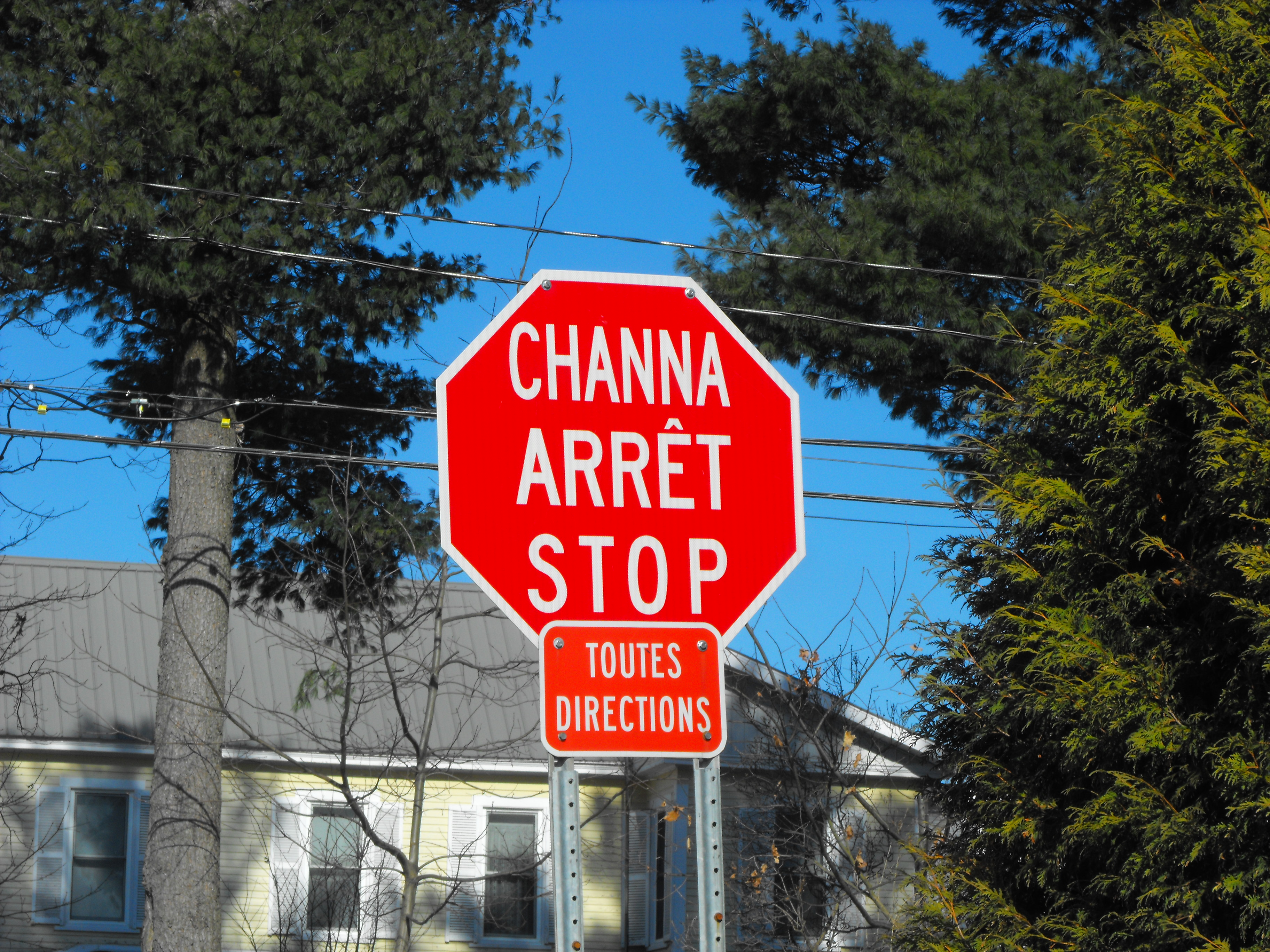
Canadà (abenaki)
Canadà (cree)
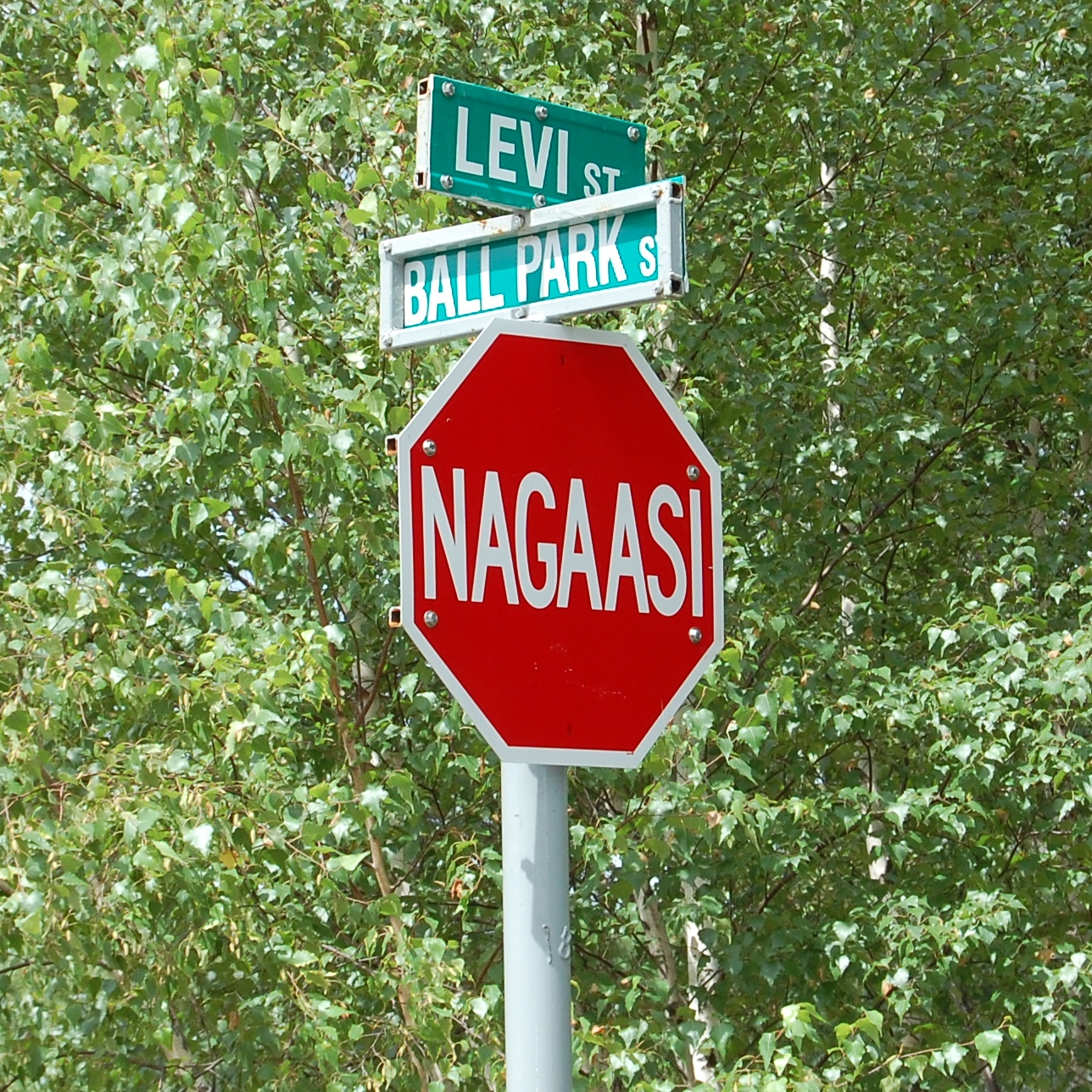
Canadà (mi'Kmaq)
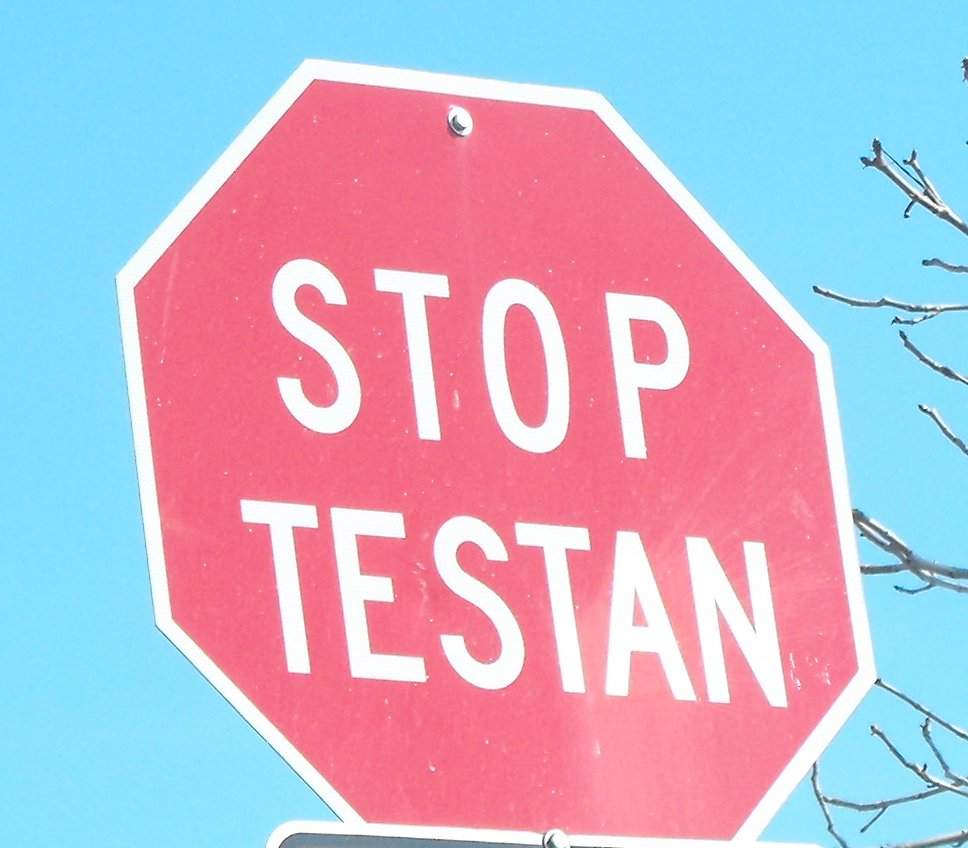
Canadà (mohawk)
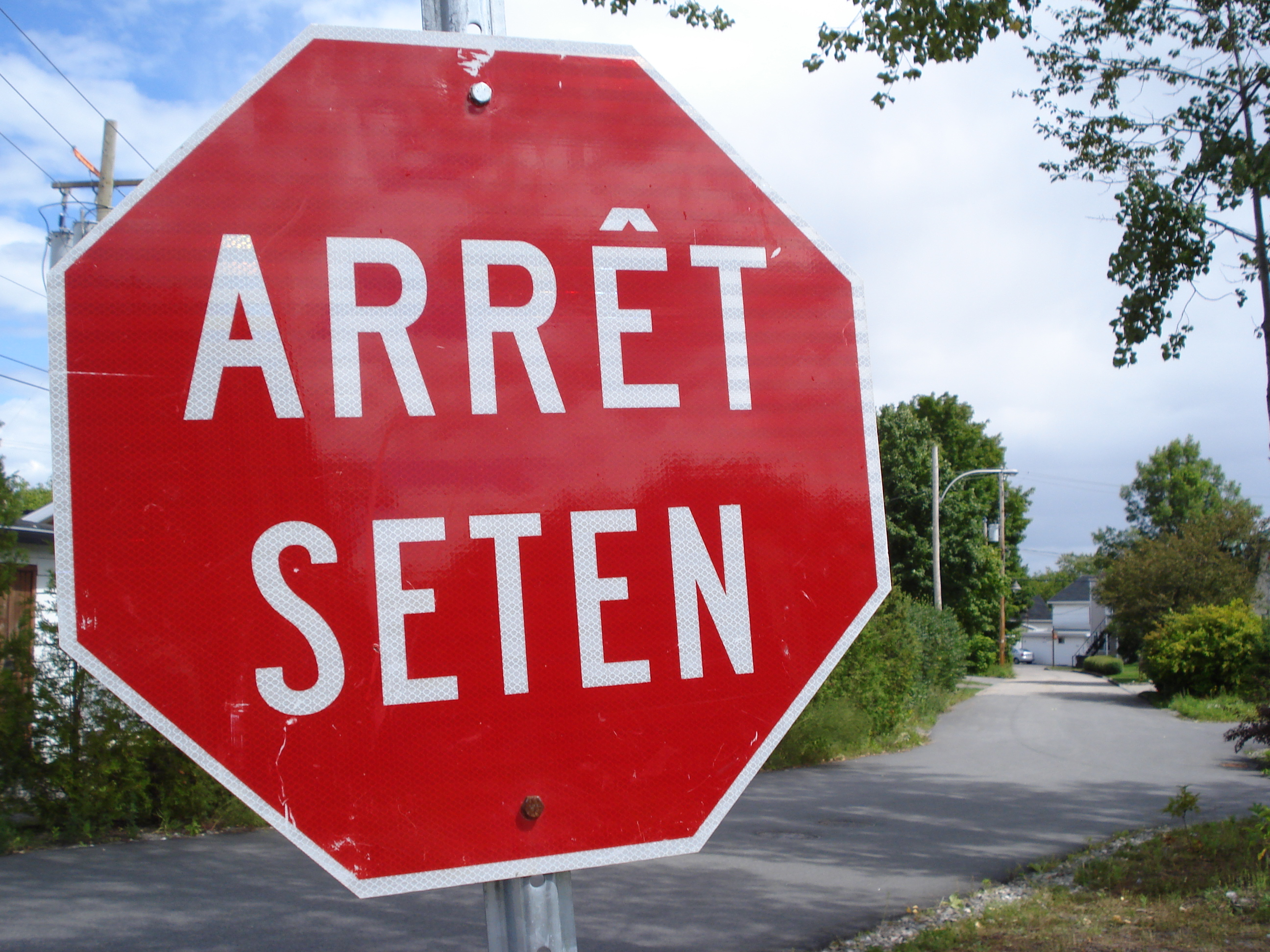
Canadà (wendat)
Colòmbia
Corea del Sud
República Popular de la Xina
Emirats Àrabs Units
Estats Units
Estats Units (Puerto Rico)
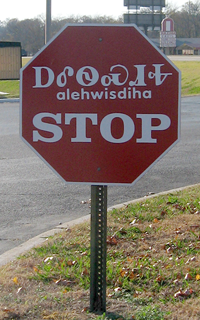
Estats Units (cherokee)
Hong Kong
Iran
Irlanda (anglès)
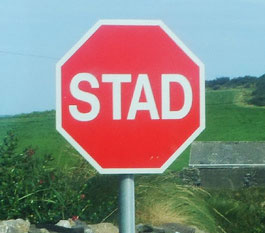
Irlanda (irlandès)
Israel
Itàlia
Japó
Laos
Líbia
Marroc
Marroc (bereberes)
Mèxic
Mongòlia
Nepal
Nicaragua
Països Baixos
Panamà
Polònia
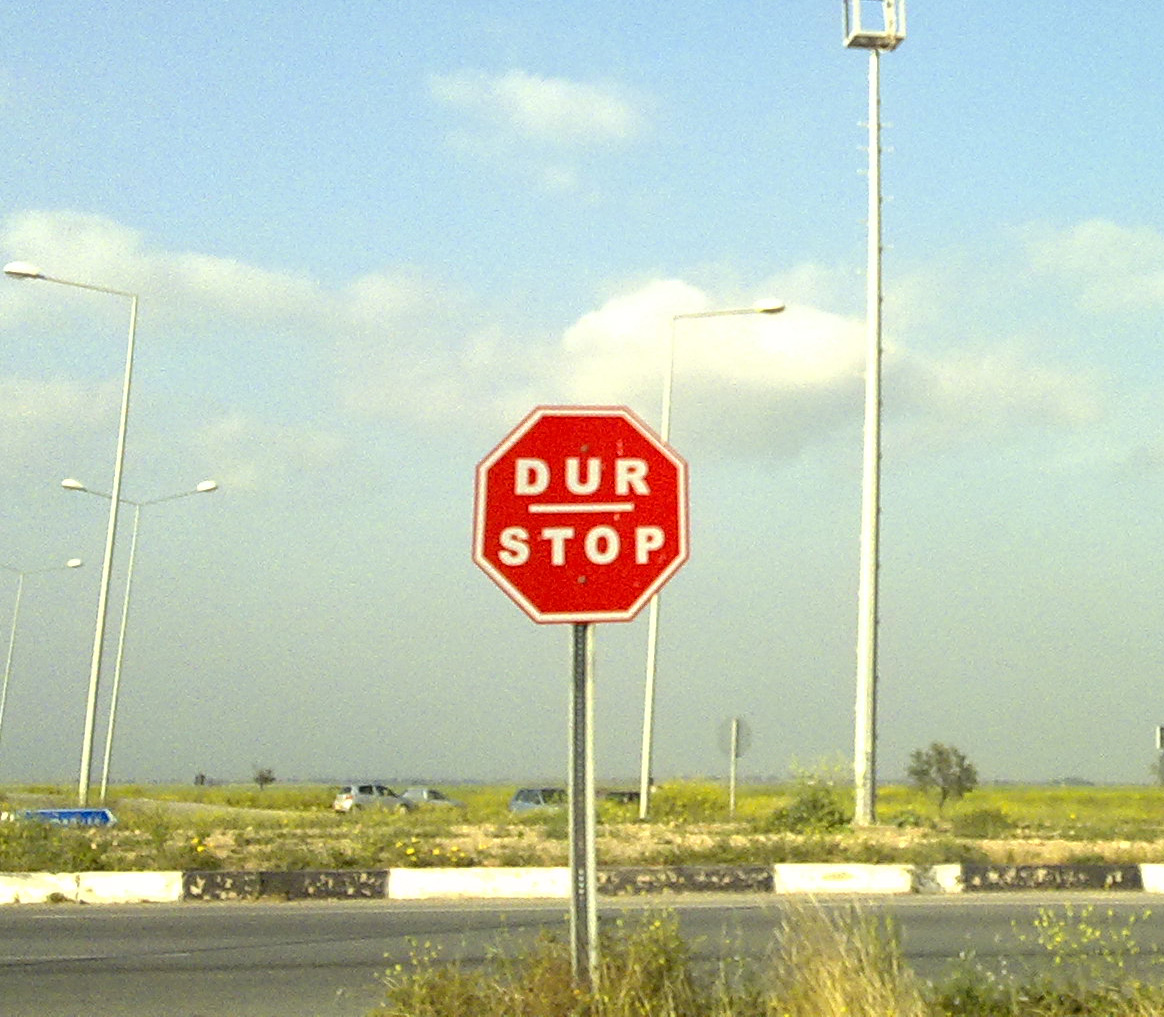
República Turca del Nord de Xipre
Singapur
Tailàndia
Turquia
Xile
Xina
Zimbabwe